# Ламбертс-Бей
Ламбертс-Бей (африк. Lambertsbaai, англ. Lambert’s Bay) — город на юго-западе Южно-Африканской Республики, на территории Западно-Капской провинции. Входит в состав района Уэст-Кост. Является частью местного муниципалитета Седерберг.

## История
Поселение рыбаков, на месте которого позднее возник город, было основано на территории фермы Оттердам в 1913 году. В 1934 году поселение получило статус сельской общины, а в 1969 году — статус муниципалитета. Название города восходит к имени командующего британской военно-морской станцией (заморского командования в составе Королевского флота) мыса Доброй Надежды вице-адмирала Роберта Стюарта Ламберта (1771—1836).

## Географическое положение
Город расположен в северо-западной части провинции, на побережье Атлантического океана, близи места впадения в него реки Якалс, на расстоянии приблизительно 198 километров (по прямой) к северо-северо-западу (NNW) от Кейптауна, административного центра провинции. Абсолютная высота — 31 метр над уровнем моря.

## Климат
Климат города субтропический средиземноморский. Среднегодовое количество осадков — 152 мм. Наибольшее количество осадков выпадает в период с апреля по октябрь. Средний максимум температуры воздуха варьируется от 18 °C (в июле), до 28,8 °C (в феврале). Самым холодным месяцем в году является июль. Средняя минимальная ночная температура для этого месяца составляет 7 °C.

## Население
По данным официальной переписи 2001 года, население составляло 5068 человек, из которых мужчины составляли 49,33 %, женщины — соответственно 50,67 %. В расовом отношении цветные составляли 75,28 % от населения города, белые — 17,62 %, негры — 7,04 %; азиаты (в том числе индийцы) — 0,06 %. Наиболее распространёнными среди горожан языками были: африкаанс (90,51 %), коса (6,87 %) и английский (2,45 %).

Согласно данным, полученным в ходе проведения официальной переписи 2011 года, в Ламбертс-Бей проживало 6120 человек, из которых мужчины составляли 49,13 %, женщины — соответственно 50,87 %. В расовом отношении цветные составляли 74,53 % от населения города, белые — 15,9 %; негры — 8,97 %; азиаты (в том числе индийцы) — 0,23 %, представители других рас — 0,37 %. Наиболее распространёнными среди жителей города языками являлись: африкаанс (90,86 %), коса (5,8 %), английский (1,75 %) и тсвана (0,55 %).

## Транспорт
Через город проходит региональное шоссе R364.

## Достопримечательности
В акватории бухты Ламберт, вблизи побережья, находится небольшой остров Бёрд (Пенгуин), на котором расположен заповедник Бёрд-Айланд, являющийся местом массового гнездования птиц.